# Higashiosaka
Higashiosaka (東大阪市 -shi) é uma cidade japonesa localizada na província de Osaka.
Em 2003 a cidade tinha uma população estimada em 513 178 habitantes e uma densidade populacional de 8 302,51 h/km². Tem uma área total de 61,81 km².
Recebeu o estatuto de cidade a 1 de Fevereiro de 1967.